# Rioseco de Soria
Rioseco de Soria è un comune spagnolo di 138 abitanti situato nella comunità autonoma di Castiglia e León.